# 弗拉迪米尔·德沃扎切克
弗拉迪米尔·德沃扎切克（捷克語：Vladimír Dvořáček，1934年10月29日—1983年12月1日），捷克男子冰球运动员。他曾代表捷克斯洛伐克国家队参加1960年冬季奥林匹克运动会冰球比赛，获得第四名。